# Conduite coupable
Pour plus de détails, voir Fiche technique et Distribution.
Conduite coupable (Someone to Love Me) est un film américain réalisé par Chuck Bowman sorti en 1998.

## Distribution
- Lynda Carter (VF : Monique Thierry) : Diane Young
- Jessica Bowman (VF : Valérie Siclay) : Kaley Young
- Scott Foley (VF : David Lesser) : Ian Hall
- Julie Patzwald : Leigh Eversol
- Andrea Nemeth : Kim McKay
- Malcolm Stewart : l'avocat de Ian Hall
- Mary Ellen Trainor (VF : Monique Nevers) : Jocelyn Hart
- Chris William Martin : un cowboy

 Source et légende : version française (VF) sur RS Doublage et selon le carton du doublage français télévisuel.